# 米子市公会堂
米子市公会堂（よなごしこうかいどう）は、鳥取県米子市に所在する公会堂である。村野藤吾の設計によるモダニズム建築で、1958年（昭和33年）の竣工当時は山陰地方随一のホールとして注目された。米子市において公会堂と称する建造物が建てられるのは2つ目であり、1つ目は湊山公園内に存在していた公会堂で明治39年に竣工、昭和47年に取り壊されている。

## 建築
米子市における音楽ホールの建設は戦前からの市民の願いであり、1954年には自治会連合会による発案がなされ、財政難の市に代わって1世帯が毎日1円ずつ貯める「1円募金」が呼びかけられた。また、昭和32年4月19日には出羽海一門の巡業を誘致し、その収益も寄付された。その際に使われた土俵は、当時の横綱栃錦と千代の山の横綱土俵入りによって地固めがなされ、土俵の土は公会堂に埋められることとなった。その結果、市民から約3000万円、法人寄付を合わせると約5243万円が集まり、その額は総工費1億7600万円の三分の一ほどにのぼる。設計を手掛けた村野藤吾も米子市民の心意気に打たれ、自らの設計料を返上した。
建設地は国道181号（出雲街道）と国道9号（山陰道）が交わる角地で、1945年に廃校になった角盤高等小学校の跡地にあたる。付近には米子髙島屋などがある中心市街地に位置する。1957年4月11日に着工。鴻池組により施工され、約1年の工期を経て1958年4月12日に完成した。道路に面した側は広場や駐車場とし、大ホールは敷地奥に配置された。ホール内の傾斜した客席が外観に表れた形状は、村野が設計前年に訪れたブラジルの教会やグランドピアノをモチーフにしたとも捉えられている。外壁は山陰地方の特産の石州瓦をベースにした特注の塩焼タイルで仕上げられている。コンクリートの柱梁をむき出しにした意匠は、村野の設計による横浜市庁舎や小倉市民会館（旧 小倉市中央公民館。現存せず）などに共通する。
竣工から22年経った1980年、増築を伴う大改修が行われた。改修設計は村野自身が手掛け、外観のイメージは保ちつつホール天井やホワイエは大胆な変更がなされた。1998年には鳥取県内で唯一公共建築百選に選定された。
ところが、2006年4月20日付の地方紙に「米子市公会堂“維持か閉鎖か”」というタイトルの記事が掲載される。存続を求める市民により、同年9月に「米子市公会堂の充実を求める会」が発足した。

### 耐震改修工事
2009年に耐震診断が行われ、耐震性の指標の一つであり0.6以上が求められるIs値が0.15しかないことが判明した。大ホールは使用停止になり、公会堂自体の廃止が検討された。2010年5月に、日本建築学会中国支部から野坂康夫米子市長に宛てて「米子市公会堂の保存に関する要望書」が提出された。6月には「米子市公会堂の充実を求める会」を中心とした「米子市公会堂の存続と早期改修を求める市民会議」が結成され、存続に向けた署名活動が行われ、7月28日までに44,202筆の署名が米子市議会に提出された。米子市が市民3000人を対象に行ったアンケート結果では存続45.4％、解体38.2％と存続票が上回った。これを受け、11月25日の市議会で米子市長は存続の意向を表明した。12月24日の市議会では、1票差で公会堂の存続が議決された。
改修工事の設計業者はプロポーザル方式で募集され、2011年8月に日建設計・桑本総合設計特定設計業務共同企業体が選定された。2012年9月に、全面閉館して改修工事に着手。改修施工は鴻池組・美保テクノス・平田組共同企業体により行われた。米子市公会堂は公会堂棟と背後の楽屋棟、南側の管理棟の3棟で構成されるが、管理棟は耐震基準を満たしており、改修の対象からは外された。
接合部の強度が不十分で剛性が不足していた屋根は撤去され、軽量な材質で架設し直された。天井は複雑な三次元構造で、当時の図面も不正確なものであったが、三次元スキャナの導入で1980年改修時の状態の再現に成功した。せりあがった2階客席部分が地面に接しておらず、荷重の適切な伝達ができていなかったが、ホールとホワイエの間の壁を耐力壁化し、基礎のフーチングの増設、床の増厚などにより地震力の伝達ルートを設けた。壁の新増設については、意匠に影響しない位置を選んで施工されている。外壁の塩焼タイルを製造していた業者はすでに廃業しており、状態の良いものはそのまま使うとともに、モックアップを9回作って既存のタイルと新たに焼き上げたタイルを調和させた。幹線道路の交差点に近く、従来はわずかに道路騒音が聞こえていたが、換気口をふさぐことにより静粛性が向上した。客席数は従来と同じく1120席で、黄金色のモケット張りの座席は従来のイメージを踏襲しつつ、座り心地が改善された。扉の引き手や手すり、照明などは改修前のものを保存し、再利用されている。この改修工事により、Is値は0.70以上となり、目標とする0.675を上回る耐震性能が確保された。
「米子市公会堂の充実を求める会」と「米子市公会堂の存続と早期改修を求める市民会議」は「米子市公会堂市民会議」に改組し、1円募金に倣って1000万円を越える募金を集め、備品や什器類を寄贈した。
約1年半の工期を経て、2014年3月29日に再オープンの記念式典を挙行。同年5月18日には、こけら落し公演として米子市音楽祭のオープニングコンサート「祝宴」が開催された。
2017年度の開館日数359日のうち、大ホールは169日間利用され、集会室や前庭を含めた年間利用者数は145,207人に上った。

## 交通アクセス
- 西日本旅客鉄道（JR西日本）米子駅前発下り線、日本交通・日ノ丸自動車一般バス路線、「公会堂前」バス停下車、所要時間約8分。

※路線によっては「公会堂前」に止まらず150m手前の「髙島屋前」で下車する必要がある。
- 米子駅行き上り線には「公会堂前」バス停は存在せず、「髙島屋前」で下車。